# Cộng hòa Xã hội chủ nghĩa Montenegro
Cộng hòa Xã hội chủ nghĩa Montenegro (tiếng Serbia-Croatia: Socijalistička Republika Crna Gora, Социјалистичка Република Црна Гора) là một trong sáu nước cộng hòa của Cộng hòa Liên bang Xã hội chủ nghĩa Nam Tư. Nước cộng hòa này là tiền thân của quốc gia Montenegro hiện nay. Ngày 7 tháng 7 năm 1963, Cộng hòa Nhân dân Montenegro được đổi tên thành "Cộng hòa Xã hội chủ nghĩa Montenegro". Đây là một nước cộng hòa tự do phi dân tộc, với tiếng Serbia-Croatia là ngôn ngữ chính thức. Năm 1991, với việc Liên đoàn những người Cộng sản tại Montenegro đổi tên thành Đảng Dân chủ Xã hội Montenegro sau các cuộc bầu cử tự do đầu tiên, cụm từ "Xã hội chủ nghĩa" bị loại bỏ ra khỏi quốc hiệu của nước cộng hòa.

## Nhân khẩu
Điều tra năm 1971:
- người Montenegro: 355.632 (67,15%)
- người Hồi giáo: 70.236 (13,26%)
- người Serb: 39.512 hay (7,46%)
- người Albania: 35.671 (6,74%)
- người Nam Tư: 10.943 (2,07%)
- người Croatia: 9.192 (1,74%)
- Tổng: 529.604 cư dân

Điều tra 1981:
- người Montenegro: 400.488 (68,54%)
- người Hồi giáo: 78.080 (13,36%)
- người Albania: 37.735 (6,46%)
- người Nam Tư: 31.243 (5,35%)
- người Serb: 19.407 (3,32%)
- người Croatia: 6.904 (1,81%)
- người Di-gan: 1.471 (0,25%)
- người Macedonia: 875 (0,15%)
- người Slovenia: 564 (0,1%)
- người Hungaria: 238 (0,04%)
- người Đức: 107 (0,02%)
- người Nga: 96 (0,02%)
- người Ý: 45 (0,01%)
- khác: 816 (0,14%)
- không trả lời: 301 (0,05%)
- khu vực khác: 1.602 (0,27%)
- không biết: 4.338 (0,74%)
- Tổng: 584.310 cư dân

Điều tra 1991
- người Montenegro: 380.467 (61,86%)
- người Hồi giáo: 89.614 (14,57%)
- người Serb: 57.453 (9,34%)
- người Albania: 40.415 (6,57%)
- người Nam Tư: 26.159 (4,25%)
- người Croatia: 6.244 (1,02%)
- người Di-gan: 3.282 (0,53%)
- người Macedonia: 1.072 (0,17%)
- người Slovenia: 369 (0,06%)
- người Hungaria: 205 (0,03%)
- người Đức: 124 (0,02%)
- người Nga: 118 (0,02%)
- người Ý: 58 (0,01%)
- khác: 437 (0,07%)
- không trả lời: 1.944 (0,32%)
- thuộc khu vực khác: 998 (0,16%)
- không biết: 6.076 (0,99%)
- Tổng: 615.035 cư dân

## Nguyên thủ của thế chế

### Chủ tịch
- Chủ tịch Hội đồng chống Phát xít Giải phóng Nhân dân Montenegro và Boka
  - Dr Niko Miljanić (15 tháng 11 năm 1943 - 14 tháng 7 năm 1944)
- Chủ tịch Hội đồng chống Phát xít Montenegro Giải phóng Nhân dân
  - Dr Niko Miljanić (14 tháng 7 năm 1944 - 21 tháng 11 năm 1946)
- Chủ tịch Đoàn Chủ tịch Hội đồng Lập hiến
  - Miloš Rašović (21 tháng 11 năm 1946 - 1 tháng 1 năm 1947)
- Chủ tịch Đoàn Chủ tịch Hội đồng Nhân dân
  - Miloš Rašović (1 tháng 1 năm 1947 - 6 tháng 11 năm 1950)
  - Nikola Kovačević (6 tháng 11 năm 1950 - 4 tháng 2 năm 1953)
- Chủ tịch Hội đồng Nhân dân
  - Nikola Kovačević (4 tháng 2 năm 1950 - 15 tháng 12 năm 1953)
  - Blažo Jovanović (15 tháng 12 năm 1953 - 12 tháng 7 năm 1962)
  - Filip Bajković (12 tháng 7 năm 1962 - 5 tháng 5 năm 1963)
  - Andrija Mugoša (5 tháng 5 năm 1963 - 5 tháng 5 năm 1967)
  - Veljko Milatović (5 tháng 5 năm 1967 - 6 tháng 10 năm 1969)
  - Vidoje Žarković (6 tháng 10 năm 1969 - tháng 4 năm 1974)
  - Budislav Šoškić (tháng 4 năm 1974 - 5 tháng 4 năm 1974)
- Chủ tịch Đoàn Chủ tịch
  - Veljko Milatović (5 tháng 4 năm 1974 - 7 tháng 5 năm 1982)
  - Veselin Đuranović (7 tháng 5 năm 1982 - 7 tháng 5 năm 1983)
  - Marko Orlandić (7 tháng 5 năm 1983 - 7 tháng 5 năm 1984)
  - Miodrag Vlahović (7 tháng 5 năm 1984 - 7 tháng 5 năm 1985)
  - Branislav Šoškić (6 tháng 5 năm 1985 - 6 tháng 5 năm 1986)
  - Radivoje Brajović (6 tháng 5 năm 1986 - 6 tháng 5 năm 1988)
  - Božina Ivanović (6 tháng 5 năm 1988 - 13 tháng 1 năm 1989)
  - Slobodan Simović (acting) (13 tháng 1 năm 1989 - 17 tháng 3 năm 1989)
  - Branko Kostić (17 tháng 3 năm 1989 - 23 tháng 12 năm 1990)
  - Momir Bulatović (23 tháng 12 năm 1990 - 1992)

### Thủ tướng
- Bộ trưởng Montenegro (trong chính phủ TW Nam Tư)
  - Milovan Đilas (7 tháng 3 năm 1945 - tháng 4 năm 1945)
- Thủ tướng Montenegro
  - Blažo Jovanović (17 tháng 4 năm 1945] - 4 tháng 2 năm 1953)
- Chủ tịch Hội đồng Hành pháp
  - Blažo Jovanović (4 tháng 2 năm 1953 - 16 tháng 12 năm 1953)
  - Filip Bajković (16 tháng 12 năm 1953 - 12 tháng 7 năm 1962)
  - Đorđije Pajković (16 tháng 12 năm 1962 - 25 tháng 6 năm 1963)
  - Veselin Đuranović (25 tháng 6 năm 1963 - 8 tháng 12 năm 1966)
  - Mijuško Šibalić (8 tháng 12 năm 1966 - 5 tháng 5 năm 1967)
  - Vidoje Žarković (5 tháng 5 năm 1967 - 7 tháng 10 năm 1969)
  - Žarko Bulajić (7 tháng 10 năm 1969 - 6 tháng 5 năm 1974)
  - Marko Orlandić (6 tháng 5 năm 1974 - 28 tháng 4 năm 1978)
  - Momčilo Cerović (28 tháng 4 năm 1978 - 7 tháng 5 năm 1982)
  - Radivoje Brajović (7 tháng 5 năm 1982 - 6 tháng 6 năm 1986)
  - Vuko Vukadinović (6 tháng 6 năm 1986 - 29 tháng 3 năm 1989)
  - Radoje Kontić (29 tháng 3 năm 1989 - 15 tháng 2 năm 1991)